# Frances Rodrigues
Frances Victória Velho Coleues (sinh năm 1952) là một nhà ngoại giao Mozambique và đại sứ cho Mozambique.
Coleues sinh năm 1952. Bà đã phục vụ với Bộ Ngoại giao của đất nước mình từ năm 1977. Bà đã từng là đại sứ của đất nước mình tại Bỉ, Luxembourg, Hà Lan, IAEA, Áo và Thụy Điển. Bà cũng là Đại diện thường trực tại Liên Hợp Quốc.